# Tim Gunn
Timothy Mackenzie Gunn, detto Tim (Washington, 29 luglio 1953), è uno stilista e personaggio televisivo statunitense.

## Biografia
Gunn nasce e cresce a Washington; suo padre, George William Gunn, era un agente dell'FBI durante l'amministrazione del capo dell'FBI J. Edgar Hoover. Durante le superiori, Gunn è campione di nuoto; in seguito frequenta la Corcoran College of Art and Design, laureandosi in scultura.

## Carriera
Gunn comincia a lavorare alla Parsons The New School For Design nel 1982, ricoprendo il ruolo di preside di facoltà tra il 1989 e il 2000, e quello di rettore da agosto 2000 a marzo 2007. Comincia ad apparire in Project Runway durante la prima stagione nel 2004: il successo della sua partecipazione al programma porta alla nascita del reality Tim Gunn's Guide to Style, che debutta a settembre 2007.
Nel febbraio 2007 compare in due episodi di Ugly Betty e poi nel ruolo di se stesso ad agosto 2009 in Drop Dead Diva. Tim Gunn lascia la Parsons nel 2007, diventando Chief Creative Officer (CCO) della Liz Claiborne Inc. a marzo. Ad aprile 2007, la Abrams Image Publishers pubblica il libro di Gunn A Guide to Quality, Taste and Style, scritto insieme a Kate Moloney. Durante un soggiorno a Palm Springs, in California, la vicina città di Palm Desert lo onora dichiarando il 27 aprile 2007 (giorno della sua visita) "Il giorno di Timothy M. Gunn". Riceve anche un certificato da Palm Springs e una targa da Rancho Mirage come riconoscimento per i successi nella sua carriera. Durante la promozione del libro nella San Francisco Bay Area a maggio 2007, si unisce ai giudici di Project FiveFour 07 per valutare gli abiti disegnati da dodici studenti del Fashion Institute of Design & Merchandising di San Francisco. La competizione è a beneficio di The Princess Project, un'associazione benefica che dona abiti per il ballo di fine anno gratuitamente agli studenti che non hanno i soldi per comprarli.
A maggio 2009 Gunn è oratore al Corcoran College of Art and Design, dove riceve un dottorato onorario; compare anche nel centesimo episodio di How I Met Your Mother.
Nel 2010 interpreta il ruolo di se stesso nell'episodio sei della quarta stagione di Gossip Girl.

## Filmografia

### Produttore
- Guide to Style - serie TV, 9 episodi (2007-2008)
- Project Runway - serie TV, 13 episodi (2011)

### Sceneggiatore
- An Apology to the Dead, regia di Tim Gunn e Jon Worful (2006)
- Guide to Style - serie TV, 9 episodi (2007-2008)

### Attore

#### Cinema
- Sex and the City 2, regia di Michael Patrick King (2010)
- I Puffi (The Smurfs), regia di Raja Gosnell (2011)

#### Televisione
- Ugly Betty - serie TV, episodi 1x14-1x15 (2007)
- American Dad - serie animata, episodio 5x05 (2008) - voce
- The Replacements - serie animata, episodio 3x20 (2008) - voce
- I Get That a Lot - serie TV, 1 episodio (2009)
- How I Met Your Mother - serie TV, 5 episodi (2010-2014)
- Gossip Girl - serie TV, episodio 4x06 (2010)
- Teen Spirit - Un ballo per il paradiso, regia di Gil Junger - film TV (2011)

### Regista
- An Apology to the Dead, regia di Tim Gunn e Jon Worful (2006)

## Doppiatori italiani
Nelle versioni in italiano delle opere in cui ha recitato, Tim Gunn è stato doppiato da
- Alberto Olivero in Project Runway, How I Met Your Mother (st. 9)
- Claudio Ridolfo in How I Met Your Mother (ep. 5x12)
- Roberto Chevalier ne I Puffi
- Mino Caprio in Drop Dead Diva